# Kobresia kuekenthaliana
Kobresia kuekenthaliana är en halvgräsart som beskrevs av Hand.-mazz. Kobresia kuekenthaliana ingår i släktet sävstarrar, och familjen halvgräs. Inga underarter finns listade i Catalogue of Life.